# 阿帕拉契小徑

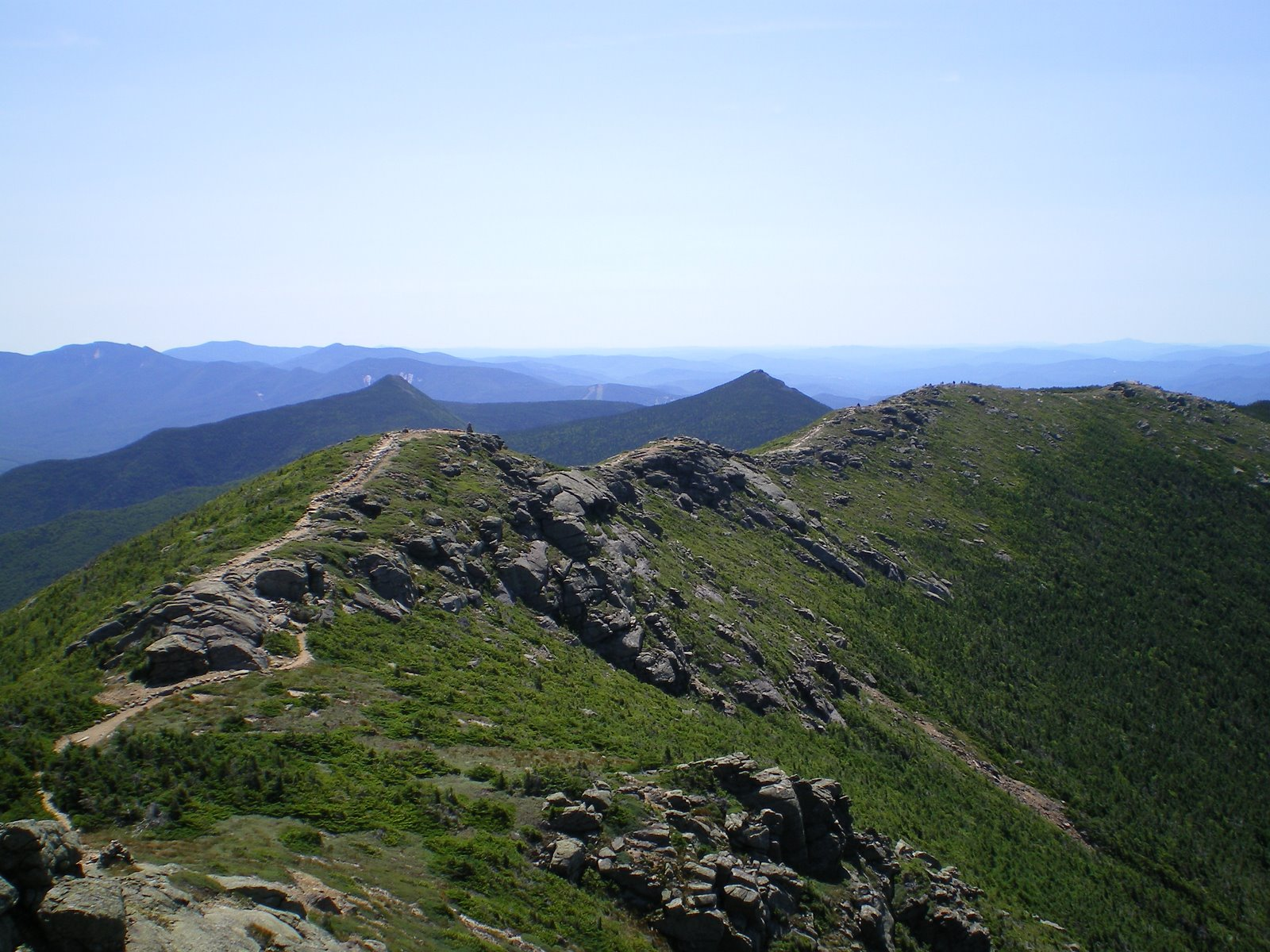
新罕布什尔州段的阿帕拉契小徑

阿帕拉契小徑（Appalachian Trail）是美國東部著名的徒步路徑，連接喬治亞州的史賓那山和緬因州的卡塔丁山，中間經過喬治亞州、北卡羅萊納州、田納西州、弗吉尼亞州、西維珍尼亞州、馬利蘭州、賓夕法尼亞州、新澤西州、紐約州、康乃狄克州、麻薩諸塞州、佛蒙特州、新罕布什爾州和緬因州，共14州、8個國家森林和2座國家公園，全長約3,500公里（約2,200英里）。此外，國際阿帕拉契小徑把阿帕拉契小徑向北伸延進入加拿大，直到山脈位於大西洋北部的終點。
阿帕拉契小徑由三十個徒步會負責，每年有超過4000名義工付出17.5萬小時擔任小徑維護工作。由於大部分位於荒野，徒行者能沿途欣賞野生動植物和不同地形，也有小部分是穿越城鄉、公路和河流。
阿帕拉契小徑在徒步者心目中十分有名氣，不少徒步者嘗試不停站地走畢整條小徑，厄爾·謝弗是首個完成該創舉的人，很多書籍、傳記、網站和支持者組織均有記載。